# Dune (serie de televisión)
Dune es una miniserie de televisión del género de ciencia ficción basada en la primera novela de la exitosa saga de Dune, escrita por Frank Herbert. La miniserie fue estrenada en Estados Unidos el 3 de diciembre del año 2000 y fue emitida en ese país por el canal Sci Fi.

## Adaptación
La serie iniciada con Dune es un clásico de la ciencia ficción, considerada una de las obras maestras del género; en 1984, la primera novela de la saga fue adaptada por el cineasta David Lynch en una película (Dune) que no fue bien recogida por la crítica ni tuvo gran éxito comercial.
En el año 2000 varias compañías productoras (entre ellas Hallmark Entertainment Distribution) se asociaron para producir una nueva versión de la misma novela, pero en este caso para televisión, bajo el formato de una miniserie de tres partes. John Harrison fue el encargado de escribir y dirigir la miniserie, adaptando la obra de Herbert.
Harrison (que dice ser un fan de las novelas de la saga y un admirador de Herbert) ha dicho que su trabajo es una "adaptación fiel" de la obra de Frank Herbert; y que los cambios que ha introducido sólo han servido para explicar lo que Herbert había sugerido de forma sutil o expresa. Así que los elementos que él agrega en la miniserie y que no aparecen en la novela son generalmente más para elaborar que para corregir.
Muchos entusiastas de la saga consideran que realmente el tratamiento que le dio Harrison al contenido temático y filosófico de Herbert resulta más efectivo en términos narrativos que el que se le dio en la película de 1984, pero algunos consideran que ello ha disminuido la truculencia y misterio que también poseía el libro. A ello debe sumarse que ambas adaptaciones evaden un tema central de la ficción de Herbert: la eliminación de las máquinas pensantes y su reemplazo por humanos altamente especializados para reemplazar sus funciones.

## Argumento
Dentro de muchos miles de años en el futuro (con relación a nuestra época actual) la Humanidad se ha extendido y habita en miles de planetas por todo el Universo. Sin embargo, toda la Humanidad permanece unida políticamente en un Imperio, que en la práctica es como un solo país; y que recibe la denominación oficial del Universo Conocido.
Este Imperio tiene un sistema de gobierno peculiar, algo parecido al de los países de Europa en la Edad Media; es una mezcla de Autocracia y Monarquía feudal, pero también con elementos de un Estado corporativo.
El poder está repartido entre el Emperador, las Grandes Casas, la CHOAM, la Cofradía Espacial y la Bene Gesserit.
El Emperador del Universo Conocido es un gobernante autoritario con grandes poderes; sin embargo, su poder está limitado porque tiene que compartirlo con los otros factores institucionales del Universo (las Grandes Casas, la Cofradía Espacial, etc.)
Las Grandes Casas son una gran cantidad de poderosas familias que forman la Nobleza del Imperio. Cada una de éstas familias es dueña de uno o varios planetas, en calidad de Feudo; y los habitantes de ese planeta o planetas son siervos de la familia propietaria. El Jefe de cada una de las Grandes Casas tiene un título nobiliario (Duque, Marqués, Conde, Barón, etc.); y ejerce de gobernante planetario en su feudo, con una autonomía más o menos amplia, aunque al final está sometido a la autoridad del Emperador en los asuntos que son comunes a todo el Universo Conocido y que por tanto son de competencia imperial.
Las Grandes Casas están representadas en una especie de asamblea parlamentaria aristocrática que se llama el Landsraad.
La Cofradía Espacial es una organización mercantil, una corporación que ejerce el monopolio de los viajes espaciales y que por eso tiene una decisiva influencia política; todo el comercio interplanetario está en sus manos y el transporte de fuerzas militares también depende de su capricho. La CHOAM es una gigantesca macro-corporación que domina toda la economía del Universo Conocido; controla los monopolios de infinidad de industrias y los distribuye a su antojo entre sus miembros. Su accionista mayoritario es el Emperador, pero las Grandes Casas y otros poderes tienen una importante participación en el capital, y sus votos cuentan mucho en la directiva. La Bene Gesserit es una hermandad femenina cuyas miembros tienen increíbles poderes mentales que las hacen parecer "brujas"; desempeñan muchos servicios para las Grandes Casas, tienen mucho poder político sutilmente encubierto y tienen un programa genético para mejorar la especie humana.
Las Grandes Casas tienen Ejércitos propios y armas nucleares; pero un tratado les impide usar las bombas nucleares en las frecuentes guerras entre dichas casas. Sí alguien viola el tratado, el castigo es que los demás firmantes del acuerdo deben unirse para lanzar un ataque nuclear conjunto contra el que lo haya violado y destruirlo por completo (aunque el violador del tratado sea el propio Emperador). Como además es común el uso de unos escudos de energía que impiden el paso de todo tipo de balas, proyectiles y misiles; y esos mismos escudos detonan explosiones atómicas sí son alcanzados por disparos de rayos láser, no se pueden usar armas modernas, ni siquiera pistolas. Por eso las guerras han vuelto a pelearse con cuchillos y dagas en combates cuerpo a cuerpo.
Como resultado de una guerra sucedida hace miles de años en la que los humanos lucharon para liberarse de los robots y las computadoras que los habían esclavizado (la Jihad Butleriana); las computadoras y cualquier forma de inteligencia artificial ("máquinas del pensamiento" según la jerga del Imperio) están terminantemente prohibidas. Para reemplazarlas existen unos seres humanos dotados de unas increíbles capacidades mentales iguales o superiores a las de las mejores computadoras de antaño; unas verdaderas "computadoras humanas" llamados Mentats.
En el contexto de éste Universo, la historia de la serie gira en torno a Paul Atreides, el protagonista; Paul es el único hijo y heredero del Duque Leto Atreides y de la concubina oficial de éste, Jessica Atreides (una Reverenda Madre de la Bene Gesserit).
El padre de Paul, el duque Leto, es el gobernante del planeta Caladan, el feudo de la familia; y es el jefe de la Casa Atreides, una de las más famosas e influyentes de las Grandes Casas.
La historia comienza cuando el duque Leto es nombrado Gobernador Planetario de Arrakis por el Emperador Shaddam IV; Arrakis, también conocido como Dune, es un planeta desértico y es el único lugar donde se encuentra la Melange. La Melange es una sustancia que es tomada en grandes cantidades por los Navegantes de la Cofradía Espacial, unos seres mutantes que han dejado de ser humanos y tienen un aspecto monstruoso; gracias a que ingieren Melange éstos Navegantes son capaces de "doblar el espacio" y trasladar las gigantescas naves espaciales de la Cofradía a miles de años luz. Sin la Melange los Navegantes morirían y las naves no podrían viajar, deteniéndose todos los viajes espaciales interplanetarios. Además la Melange también permite a las Bene Gesserit desarrollar sus extraordinarios poderes de "brujas"; y es tomada en pequeñas cantidades por la mayoría de la población del Imperio, alargando la vida de los seres humanos mucho más de cien años. Por todo esto la Melange es la sustancia más valiosa del Universo Conocido y es más importante para su civilización que el petróleo para la nuestra.
En los desiertos de Arrakis habitan unos seres monstruosos, unos gigantescos gusanos que surgen de la arena y que parecen siempre estar cerca de los yacimientos de Melange, lo que hace muy peligrosa su extracción.
Al ser nombrado Gobernador de Arrakis y por lo tanto encargado de la producción de Melange, el duque Leto y su familia pensaron que era la mejor oportunidad de la historia para hacer más poderosa y rica a la dinastía de los Atreides; sobre todo porque el Emperador Shaddam le quitó la administración de Arrakis a la Casa Harkonnen, la familia enemiga de los Atreides, para dársela al Duque y su familia. Lo que no sospechan es que el Emperador Shaddam ha conspirado con el Barón Vladimir Harkonnen (jefe de los Harkonnen) para tenderle una trampa al Duque y asesinarlo; ya que el Emperador está celoso de la popularidad del Duque entre las Grandes Casas y teme que pueda derrocarlo para ocupar su trono.
En el inicio de la serie, los Atreides se preparan para viajar a Arrakis; mientras la conspiración del Emperador y su aliado Harkonnen sigue su curso, paralelamente la Bene Gesserit está preocupada por descubrir si Paul podría ser el Kwisatz Haderach que han intentado producir durante milenios. La madre de Paul desobedeció la orden de la Bene Gesserit de sólo engendrar féminas con el duque Leto y tuvo un varón; la intención original del proyecto era que una hija de Leto y Jessica tuviera un hijo con un heredero Harkonnen para producir el Kwisatz Haderach, pero después de la inesperada insubordinación de Jessica, existen indicios de que el Kwisatz Haderach podría haberse adelantado una generación en la persona de Paul, lo que interesa y a la vez preocupa a la hermandad.
En medio de éstas intrigas los Atreides llegan a Arrakis y asumen el Gobierno; el duque intenta ganarse el apoyo de los Fremen, una misteriosa raza de humanos del desierto que son la población nativa de Arrakis. Poco a poco los Atreides van consiguiendo resultados positivos y Paul con sus extraños dones va despertando curiosidad y simpatías entre los Fremen.
Entonces el Emperador envía a su hija mayor, la Princesa Irulan Corrino a realizar una visita oficial a los Atreides en Arrakis; todo para evitar cualquier sospecha sobre sus verdaderos planes. La Princesa, que no conoce las intenciones de su padre, se siente atraída por Paul y entre los dos surge un pequeño chispazo; sin embargo, la rápida misión de Irulan termina y debe retirarse antes de profundizar cualquier relación con el protagonista.
No pasa mucho tiempo antes de que la traición de Shaddam se consume; un traidor dentro de la gente de confianza de los Atreides facilita las cosas para que los soldados de los Harkonnen y del Emperador (los hombres del Emperador van disfrazados como soldados Harkonnen para evitar que se sepa de la implicación del monarca) ataquen el Palacio del Duque en Arrakeen. El Ejército de los Atreides es destruido y al duque Leto se le obliga a suicidarse (antes de que pudieran asesinarlo); pero Paul y su madre embarazada consiguen escapar al desierto. Entonces el Emperador devuelve el gobierno de Arrakis y la administración de la industria de la Melange a los Harkonnen.
El mejor amigo de Paul, y uno de los más leales hombres del Duque Leto, Duncan Idaho; muere luchando contra los soldados del Emperador, mientras intenta cubrir la fuga de Paul y su madre. Pero antes de eso, le había revelado a Paul que había puesto a salvo en un escondite las armas nucleares de la familia Atreides.
Otro hombre de los Atreides y amigo de Paul, Gurney Halleck, logra huir pero ignora que Paul y Jessica siguen con vida.
En el desierto de Arrakis, Paul y su madre (a los que todos creen muertos) encuentran refugio en una tribu fremen (el Sietch Tabr) cuyo Naib o líder es el respetado y aguerrido Stilgar. A cambio de la protección de los fremen, Jessica y Paul los entrenan en las increíbles técnicas de lucha cuerpo a cuerpo que forman parte de la disciplina Bene Gesserit; y que los fremen usaran contra sus mortales enemigos, los soldados de los Harkonnen que los oprimen.
Con el tiempo Paul se "convierte" en un fremen; adopta sus costumbres y en la práctica se comporta y siente como un miembro de esa raza. Hasta se cambia el nombre, y adopta el nombre fremen de Muad'Dib. Se enamora de una chica fremen, Chani; y ambos terminan viviendo como marido y mujer según las normas fremen. La madre de Paul, Jessica, da a luz una hija (la que llevaba en su vientre cuando escapó de los Harkonnen); pero como Jessica había convertido el Agua de Vida estando embarazada, su hija Alia Atreides es una pre-nacida (es decir, que su conciencia despertó antes de nacer, siendo un feto, y alberga las memorias de millones de personas muertas como sí vivieran dentro de ella).
Posteriormente Paul también logra convertir el Agua de Vida en su cuerpo, estando al borde de la muerte por ello; pero al sobrevivir a la agonía, se convierte definitivamente en el Kwisatz Haderach con sus poderes para "ver" el futuro y cambiar los destinos de la Humanidad. 
También esos poderes permiten que Paul descubra un secreto que tan sólo conocían las altas dirigentes de la orden Bene Gesserit: que el padre de Jessica Atreides (la madre de Paul) es el Barón Vladimir Harkonnen, que a pesar de su homosexualidad había tenido relaciones sexuales en su juventud con una Reverenda Madre Bene Gesserit con la que tuvo que procrear una hija por un acuerdo político con la orden. Así las cosas, el peor enemigo de Paul es su abuelo materno. 
Mientras tanto el Barón Vladimir Harkonnen sigue tejiendo sus intrigas para alcanzar el poder máximo, planeando casar a uno de sus sobrinos y presunto heredero, Feyd Rautha, con la Princesa Irulan. Pero ésta sólo está interesada en averiguar lo que realmente le ocurrió a Paul y quien estuvo detrás de la conspiración en su contra (sospechando acertadamente que fue su propio padre el Emperador Shaddam).
En Arrakis, Paul o Muad'Dib como le llaman ahora, logra convertirse en el líder máximo de todas las tribus fremen del planeta gracias a sus sorprendentes habilidades; y entonces lanza una sangrienta guerra de guerrillas contra los Harkonnen con el objetivo principal de sabotear la producción de Melange hasta detenerla por completo y así sembrar el caos en todo el Imperio. El otro sobrino de Vladimir Harkonnen, Glossu Rabban, que había sido nombrado por su tío Gobernador de Arrakis; no puede dominar la creciente rebelión a pesar de la brutal e inhumana represión que utiliza. El nombre del mesiánico caudillo fremen Muad'Dib se convierte en una maldición para los Harkonnen, que ignoran que detrás de ese nombre se oculta Paul Atreides.
En medio de la guerra, Paul se reencuentra accidentalmente con su amigo y servidor Gurney Halleck; al descubrir que Paul está vivo, Gurney se une a él y se convierte en su asesor militar principal (aparte de Stilgar). 
Ante el desastroso descenso de la producción de Melange luego de dos años de guerra de guerrillas entre los fremen y los Harkonnen, y ante la pérdida progresiva del control del planeta Arrakis (ya que los fremen ganan cada vez más terreno), el Emperador en persona se ve obligado a intervenir.
El Emperador viaja a Arrakis con su propio Ejército (los temibles e invencibles Sardukar) y con los Ejércitos de todas las Grandes Casas; en una gigantesca flota de naves de la Cofradía Espacial. Hasta se hace acompañar de su hija Irulan, seguro como está de que será la victoria definitiva que consagrara su poder. En una primera incursión contra los guerrilleros fremen, los soldados del Emperador Shaddam asesinan al pequeño hijo de Paul y Chani.
Sin embargo, Paul aprovecha la presencia de Shaddam para dar el golpe de gracia; usando las armas nucleares de los Atreides abre una enorme grieta en la Muralla Escudo (una cordillera que protege la capital de Arrakis, Arrakeen) y además inutiliza los escudos de energía que protegen la nave de desembarco y el Palacio adosado del Emperador (Paul alegaría después que no violó el tratado contra el uso de armas nucleares porque no las usó contra un objetivo humano sino contra un objetivo natural). Luego Paul lanza a sus soldados fremen a lomos de gusanos de arena para atacar a las fuerzas del Emperador y de los Harkonnen, con ayuda de los habitantes de la ciudad capital de Arrakis que estaban hartos de la opresión; y así se enzarzan en una épica batalla.
En el transcurso de la batalla mueren el Barón Harkonnen (a manos de la pequeña hermana de Paul) y Rabban; y luego de la victoria de Paul y sus fremen, el Emperador y su comitiva (incluyendo a su hija Irulan) son hechos prisioneros.
Paul revela entonces a sus prisioneros que conoce la forma de destruir toda la Melange de Arrakis (ya que él sabe que los gusanos de arena son la parte esencial del proceso de creación de la Melange y él conoce la manera de originar una reacción en cadena que los destruya a todos); y amenaza con hacerlo sí no aceptan sus demandas. Ante el chantaje, los aterrorizados representantes de la Cofradía Espacial ordenan a sus naves retirarse de la órbita de Arrakis con todos los Ejércitos que llevan a bordo. Paul exige que la hija del Emperador se case con él (un matrimonio de conveniencia, ya que no piensa dejar a Chani); y que luego el Emperador Shaddam renuncie al trono y que él, Paul Atreides, sea proclamado nuevo Emperador.
En un último intento por evitarlo, Feyd Rautha (el sobrino sobreviviente del Barón Harkonnen) reta a duelo a Paul; y en éste emocionante duelo cuerpo a cuerpo, Paul lo mata y acaba así con la familia Harkonnen.
La serie termina entonces cuando el Emperador y su hija aceptan las condiciones de Paul, lo que significa que Paul será el nuevo Emperador y podrá lanzar su proyecto para cambiar el destino de la Humanidad. En la última escena, Jessica le dice a Chani mientras contemplan a la orgullosa Irulan que no se preocupe por el amor y la fidelidad de Paul hacia ella, y que "nosotras, a quienes nos llaman concubinas, la historia nos llamará esposas".

## Producción
La producción tuvo un presupuesto estimado de veinte millones de dólares; muy grande para una miniserie de televisión. Los ambientes palaciegos y demás interiores de la serie fueron rodados en unos estudios ubicados en Praga, República Checa; y los planos del desierto de Arrakis fueron rodados en Túnez. 
Para la miniserie se escogió un elenco de actores y actrices formado, en su mayoría, por caras poco conocidas para el cine y la televisión de Hollywood (con alguna excepción como la de William Hurt, ganador de un Premio Oscar en 1985 y que en la serie interpretó al Duque Leto Atreides); aunque algunos de éstos actores eran muy conocidos en la televisión de sus respectivos países (muchos eran europeos). De todas maneras demostraron ser excelentes y en líneas generales encajaron muy bien en sus personajes. Incluso algunos opinan que la presencia de tantos actores y actrices ingleses con experiencia en el teatro, hizo que ésta adaptación televisiva de Dune se pareciera un poco a una tragedia de William Shakespeare; algo que no resulta extraño sí se tiene en cuenta que la historia de Dune tiene elementos propios de una tragedia shakespeariana (el complejo retrato de las pasiones humanas desbordadas, como la lujuria y la codicia; las luchas entre grandes dinastías aristocráticas, las intrigas palaciegas, la corrupción del poder, etc.) 
La miniserie de Dune incorporó avanzados efectos especiales, especialmente efectos digitales generados por ordenador, lo que redundó en beneficio de la historia. Particularmente notables son los efectos visuales de la batalla final y los que tienen que ver con los gusanos de arena. El responsable de los efectos visuales especiales fue Ernest Farino; un respetado profesional que trabajó anteriormente en las películas Terminator y Terminator 2: El juicio final (como diseñador del título en la primera Terminator y como supervisor principal del título en Terminator 2). 
La fotografía de la miniserie fue encargada al gran Vittorio Storaro, ganador de tres Premios Óscar por su trabajo de fotografía en memorables películas como Apocalipsis Now o El Último Emperador. El vestuario de la miniserie estuvo a cargo de Theodor Pistek, otro ganador de un premio Oscar (por su trabajo en la aclamada película Amadeus); los decorados también fueron excelentes y muy elegantes. Visualmente la miniserie es impecable.
Como ya se ha dicho, el primer episodio se emitió en Estados Unidos por primera vez el 3 de diciembre del 2000; el segundo episodio se emitió el 4 de diciembre del mismo año y el tercero y último el 6 de diciembre.

## Recepción
La miniserie fue un éxito de audiencia (dentro de las expectativas que se tenían); y ha sido uno de los tres programas más vistos en la historia del canal Sci Fi (uno de los otros dos es la miniserie continuación de Dune, hecha tres años después). La miniserie también ha tenido buena acogida entre los fanes de la saga literaria y ha logrado captar a muchos nuevos fanes de las generaciones recientes, reavivando el interés por la obra de Herbert.
La miniserie finalmente ganó dos Premios Emmy del año 2001 por Mejor Fotografía para una Miniserie o Película y Mejores Efectos visuales especiales para una Miniserie, película o un especial; y estuvo nominada a un tercero por Edición de Sonido para Miniserie o Película. El premio de cinematografía se debió al trabajo de Storaro, y el de efectos visuales especiales al de Farino. 
En los últimos años también se ha emitido en muchos países o regiones como Latinoamérica con buenos resultados. También se vende en DVD en todas las regiones, con nuevas ediciones por la gran demanda.